# 王金发 (新加坡)
王金发（英语：David Ong Kim Huat，1961年5月19日—）是新加坡前政治人物和人民行动党党员，曾担任武吉巴督区国会议员。
他于2016年3月12日辞去国会议员职务和党员。在李显龙总理发表王金发的一封信中，他称以个人原因而辞职。

## 职业

### 政治
自1999年以来，王金发担任牛车水-金声分区的基层领袖，2005年至2011年，他担任该区公民咨询委员会主席。王于2004年被任命为新加坡中区社区发展理事会（CDC）区议员、亦担任该社理会连络委员会主席。2006年至2010年期间，王金发担任民情联系组（REACH）监事会成员。2010年1月，他被任命为人民协会活跃乐龄理事会的主席。他也是中区工艺教育学院顾问委员会的成员。王金发还曾担任国会文化、社区和青年政府国会委员会 (GPC) 副主席以及通讯和新闻 GPC 成员。王金发还曾担任西南社区发展理事会副市长和新加坡篮球协会主席。他是人民行动党社区基金会执行委员会以及职总U关怀基金董事会成员。

## 争议

### 婚外情丑闻
2016年3月12日，王金发因涉及婚外情醜聞而辞去国会议员职位和人民行动党党员。王金发与其婚外情对象，林婉丽（Wendy Lim，人民行动党武吉巴督支部妇女团成员），之间的婚外情已持续约六个月，直到林婉丽的丈夫向人民行动党投诉有关两人的不正当关系。

## 个人生活
王金发已婚并育有三个孩子。